# Frédéric-Louis de Nassau-Ottweiler
Frédéric-Louis de Nassau-Ottweiler (13 novembre 1651 à Ottweiler – 25 mai 1728 à Sarrebruck) est un membre de la Maison de Nassau.

## Biographie
Il est le fils de Jean-Louis de Nassau-Ottweiler et Dorothée de Birkenfeld-Bischweiler. Il est comte de Nassau-Ottweiler de 1680 jusqu'à sa mort. À partir de 1721, il est aussi comte de Nassau-Idstein; à partir de 1723 également comte de Nassau-Sarrebruck. Comme il n'a pas d'héritier mâle, ses territoires sont revenus à son cousin Charles de Nassau-Usingen après sa mort en 1728.

## La famille
Frédéric-Louis s'est marié le 28 juillet 1680 avec Christiane (1659-1695), fille de Frédéric de Ahlefeldt et de Marguerite Dorothée de Rantzau. Ils ont huit filles:
- Dorothée-Frédérique (née en 1681)
- Charlotte-Marie (née en 1684)
- Christiane-Charlotte de Nassau-Ottweiler (née en 1685)
- Louise de Nassau-Ottweiler (née en 1686)
- Sophie-Amélie de Nassau-Ottweiler (née en 1688)
- Marie (née en 1690)
- Dorothée (née en 1692)
- Éléonore (née en 1693)

Après la mort de Christiane, Frédéric-Louis s'est remarié le 27 septembre 1697 à Louise-Sophie de Hanau-Lichtenberg (11 avril 1662 à Bischofsheim am Hohen Steg – 9 avril 1751 à Ottweiler), la fille de Jean-Reinhard II de Hanau-Lichtenberg et Anne de Birkenfeld-Bischweiler. Ce mariage est resté sans enfant.